# Stor-Dobblon
Stor-Dobblon är en sjö i Sorsele kommun i Lappland och ingår i Umeälvens huvudavrinningsområde. Sjön har en area på 1,51 kvadratkilometer och ligger 437 meter över havet.

## Delavrinningsområde
Stor-Dobblon ingår i det delavrinningsområde (727591-155792) som SMHI kallar för Utloppet av Stor-Dobblon. Medelhöjden är 462 meter över havet och ytan är 12,6 kvadratkilometer. Det finns ett avrinningsområde uppströms, och räknas det in blir den ackumulerade arean 39,05 kvadratkilometer. Olsbäcken (Njuktjerbäcken) som avvattnar avrinningsområdet har biflödesordning 3, vilket innebär att vattnet flödar genom totalt 3 vattendrag innan det når havet efter 330 kilometer. Avrinningsområdet består mestadels av skog (84 procent). Avrinningsområdet har 1,5 kvadratkilometer vattenytor vilket ger det en sjöprocent på 11,9 procent.